# 阿邊恵一
阿邊 恵一（あべ けいいち、1953年 - ）は、日本の著作家、教師。数学に関する記述を専門に行う。

## 人物
昭和53年、茨城大学大学院工学研究科修士課程修了。その後、高校教諭として教壇に立つ。
平成2006年より千葉県立薬園台高等学校教諭。2013年に創設された将棋部の顧問を務める。

## 著作

### 単著
- 『知って得する！速算術　仕事も勉強もスピード・アップ』中村義作編　ＰＨＰ研究所、2008年7月。

### 共著
- 『代数を図形で解く―直感でわかる数学の楽しみ』中村義作との共著　講談社ブルーバックス、2000年5月。
- 『サクサクスラスラ べんり速算術―一瞬でできる驚異の計算術』中村義作との共著　日本実業出版社、2002年9月。
- 『間違いさがしパズル傑作選―楽しく思考の盲点をつく65問』中村義作との共著　講談社ブルーバックス、2005年9月。